# Lim Eun-kyung
Lim Eun-kyung (15 de enero de 1984) es una actriz surcoreana.

## Vida personal
Es hija única de padres sordos, debido a eso tiene fluidez en el lenguaje de señas. La historia de su familia fue publicada en 2006.

## Carrera

### Modelo
Debutó como modelo para SK Telecom en 1999, cuando todavía estaba en la escuela secundaria. TTL fue un servicio de telefonía móvil dirigido a las generaciones más jóvenes, especialmente aquellos en sus veinte años. Después de aparecer en una serie de anuncios de TTL, su inocente y misteriosa imagen atrajo la atención del público y le valió popularidad, llegando a ser conocida como la "Chica TTL."

### Actuación
Debutó como actriz en la película de gran presupuesto de sci-fi Resurrection of the Little Match Girl (2002) del director Jang Sun-woo. Pero la película recibió críticas mixtas. Su interpretación fue criticada, con los conocedores y el público diciendo que su actuación fue simplemente una reproducción de su imagen en los anuncios publicitarios de TTL. 
Después de presentar el programa de variedades !Exclamation Mark y protagonizar la comedia Rainbow Romance,  dejó de actuar en el 2006.

## Filmografía

### Cine
| Año  | Título                                | Hangul               | Rol            |
| ---- | ------------------------------------- | -------------------- | -------------- |
| 2002 | Resurrection of the Little Match Girl | 성냥팔이 소녀의 재림 |                |
| 2002 | Conduct Zero                          | 품행제로             | Min-hee        |
| 2004 | Doll Master                           | 인형사               | Mi-na          |
| 2004 | To Catch a Virgin Ghost               | 시실리 2 km          | Song-yi        |
| 2004 | Marrying High School Girl             | 여고생 시집가기      | Ahn Pyung-gang |
| 2015 | Untouchable Lawmen                    | 치외법권             | In-jeong       |

### Televisión
| Año  | Título            | Hangul          | Rol           | Red  |
| ---- | ----------------- | --------------- | ------------- | ---- |
| 2003 | Bodyguard         | 보디가드        | Na-young      | KBS2 |
| 2005 | !Exclamation Mark | 느낌표 진행자   | presentadora  | MBC  |
| 2005 | Rainbow Romance   | 레인보우 로망스 | Kim Eun-kyung | MBC  |